# علي بن علي الشبراملسي
نور الدين أبو الضياء علي بن علي  نور الدين الشبراملسي الشافعي القاهري (997 هـ - 1087 هـ)، من علماء القرن العاشر والحادي عشر، ولم يكن علماء القراءات والتجويد كثيرين في هذا العصر، وكان الشبراملسي له من المبرزين.

## مولده ونشأته العلمية
ولد ببلدة شبراملس عام 997 هـ، وقيل ثمانية وتسعين وتسعمائة من الهجرة، وكان أصابه الجدري وهو ابن ثلاث سنين، حفظ القرآن الكريم وهو صغير السن، ثم قدم مصر بصحبة والده عام 1008هـ ثمانية بعد الألف من الهجرة، وحفظ الشاطبية والخلاصة والبهجة الوردية والمنهاج ونظم التحرير للعمريطي والغاية الجزرية، والكفاية والرحبية وغير ذلك، وتلا جميع القرآن للسبعة من طريقي التيسير والشاطبية وختمه عام 1010هـ عشرة وألف من الهجرة، ثم ختمه بالقراءات العشر عام 1025هـ خمسة وعشرين وألف من الهجرة، ثم تلقى الحديث والفقه واللغة والنحو والتفسير والبلاغة وغيرها من العلوم النقلية والعقلية.
وتصدر للإقراء بجامع الأزهر، فانفرد في عصره بجميع العلوم، وانتمت إليه الرياسة.

## قالوا عنه
- قال عنه إلياس الساعاتي: "خاتمة المحققين، محرر العلوم النقلية وأعلم أهل زمانه، لم يأت قبله في دقة النظر وجودة اللهم واستخراج الأحكام من عبارات العلماء وقوة التأني والبحث واللطف والحلم والإنصاف. وكان حسن المنادمة لطيف المداعبة لا يتكلم إلا في ما يعنيه، وكان مجلسه مصوناً عن الغيبة وذكر الناس بسوء، وجميع أوقاته مصروفه في المطالعة وقراءة القرآن والصلاة والعبادة".[3]
- قال محمد بن عبد الباقي الحنبلي البعلي: «ولم يعهد أنه أساء إلى أحد من الطلبة ولا بكلمة واحدة، وكان مجلسه مصانا من الغيبة وذكر الناس بسوء، وجميع أوقاته معروفة في الخير إما مطالعة، وإما تدريسا، وإما تقريرا، وإما سماعا للقرآن، لم يعهد مفارقته للخيرات المذكورة في حالة من الحالات ووقت من الأوقات ليلاً ولا نهاراً إلا حالة دخوله بيت الخلاء وحالة النوم واختلائه مع حريمه فقط، متخليا عن الناس مطلقا قي سائر الأحوال، لا يهمه إلا شأنه الذي هو فيه، وكان يزدحم على تقبيل يده المسلمون وأهل الذمة، وكان أهل عصره يراجعونه في المشكلات، وكان لا يكلمه أحد إلا علاه في كل فن».[4]
- قال عنه عمر رضا كحالة: «فقيه، أصولي، مؤرخ، مشارك في بعض العلوم».[5]

## شيوخه
- عبد الرحمن اليمني، قرأ عليه القرآن بالقراءات العشر.
- عبد الرؤوف المناوي، تلقى عنه كتاب مختصر المزني في المدرسة الصلاحية جوار الإِمام الشافعي.[3][4]
- نور الدين الزيادي.
- سالم الشبشيري، تلقى عنهما الفقه والحديث.
- نور الدين الحلبي صاحب السيرة، لازمه الملازمة الكلية.
- شمس الدين الشوبري.
- عبد الرحمن الخياري.
- محيى الدين بن شيخ الإِسلام.
- فجر الدين الشنوني.
- سراج الدين الشنواني.[3][4]
- شهاب الدين أحمد السبكي.
- برهان الدين اللقاني.[6]

## تلامذته
تلقى عن الشبراملسي جمع غفير من أهل العلم، وكان ممن لازمه لأخذ العلم عنه أكابر علماء عصره منهم:
- شرف الدين بن شيخ الإِسلام.
- زين العابدين بن شيخ الإِسلام.
- يس الحمصي.
- منصور الطوخي.
- عبد الرحمن المحلي.
- شهاب الدين البشبيشي.
- السيد أحمد الحموي.[3]

## مؤلفاته
- حاشية على نهاية المحتاج في فروع الفقه الشافعي.

ٍ*حاشية على شرح الشمائل لابن حجر الهيتمي.
- حاشية على شرح ابن قاسم للورقات لإمام الحرمين في أصول الفقه.
- حاشية على شرح المقدمة الجزرية في التجويد.
- حاشية على المواهب اللدنية للقسطلاني.[7]

## وفاته
توفي ليلة الخميس 18 شوال سنة 1087 هـ، وتولي غسله بيده تلميذه الفاضل أحمد البناء الدمياطي، وصلي عليه بجامع الأزهر يوم الخميس إماماً بالناس الشيخ شرف الدين بن شيخ الإِسلام زكريا الأنصاري.